# Bandar Seri Begawan

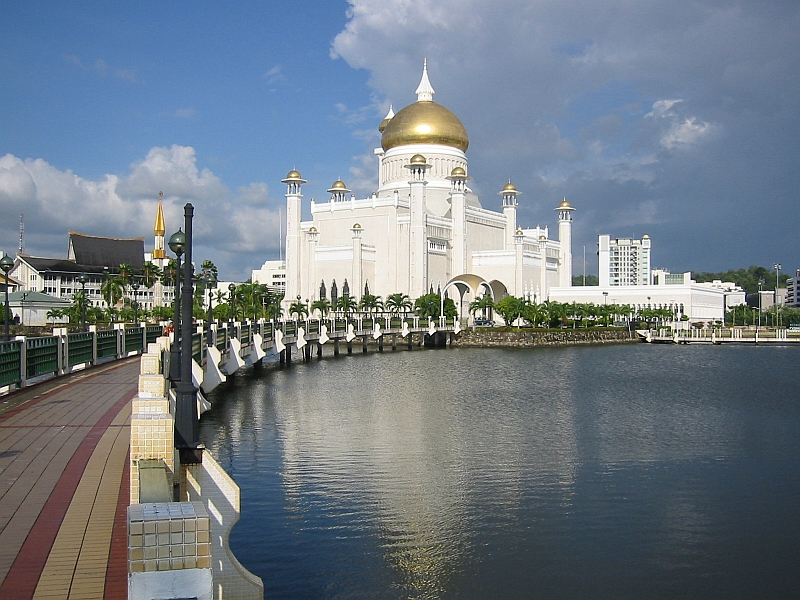
Nhà thờ Hồi Giáo Sultan Omar Ali Saifuddin

Bandar Seri Begawan (chữ Jawi: بندر سري بڬاوان, phiên âm: Ban-đa Xe-ri Be-ga-van) là thủ đô và là thành phố hoàng gia của Brunei với dân số khoảng 279.924 người (2021). Thành phố là nơi sản xuất đồ nội thất, dệt, hàng thủ công, và đồ gỗ. Đây là địa điểm tọa lạc của Nhà Nghi lễ Hoàng gia hay Lapau, Tòa nhà Hoàng gia, Nhà thờ Hồi Giáo Sultan Omar Ali Saifuddien, Bảo tàng Công nghệ Mã Lai và Trung tâm lịch sử Brunei. Bandar Seri Begawan có tọa độ 4°55' Vĩ Bắc, 114°55' Kinh Đông (4.91667, 114.91667).
Nhà thờ Hồi giáo Sultan Omar Ali Saifuddin, được xây năm 1958, nổi bật với mái vòm lớn và nội thất xa hoa bằng đá cẩm thạch Italia, trải thảm và thang máy. Nhà thờ này có các đường hầm để các vua sử dụng khi vi hành trong thành phố. Thành phố này cũng độc đáo vì nó cũng hợp nhất với một ngôi làng nước, Kampung Ayer, với các ngôi nhà nằm trên biển trong khoảng 500 m. Bảo tàng Công nghệ Mã Lai có các hiện vật của kiến trúc làng nước.
Bandar Seri Begawan được đặt tên theo nhà vua quá cố, cha đẻ của đương kim hoàng đế Omar Ali Safuddin năm 1975, tên gốc của nó là Bandar Brunei (Begawan là một tên đặt cho các nhà vua Brunei đã thoái vị). Bandar, có gốc từ tiếng Ba Tư بندر có nghĩa "cảng" hoặc "nơi trú chân" (bandar có nghĩa "thành phố" trong tiếng Mã Lai).

## Khí hậu
Brunei có khí hậu xích đạo, Rừng mưa nhiệt đới chịu ảnh hưởng của Vùng hội tụ giữa các vùng nhiệt đới hơn là gió mậu dịch và với các cơn lốc xoáy hiếm gặp . Khí hậu nóng và ẩm ướt. Thành phố có lượng mưa lớn trong suốt cả năm, với gió mùa đông bắc thổi từ tháng 12 đến tháng 3 và gió mùa đông nam từ khoảng tháng 6 đến tháng 10. Ngày ẩm ướt nhất được ghi nhận là ngày 9 tháng 7 năm 2020, khi lượng mưa 662,0 milimét (26,06 in) được báo cáo tại sân bay.
| Dữ liệu khí hậu của Bandar Seri Begawan (Brunei Airport)                                                  | Dữ liệu khí hậu của Bandar Seri Begawan (Brunei Airport) | Dữ liệu khí hậu của Bandar Seri Begawan (Brunei Airport) | Dữ liệu khí hậu của Bandar Seri Begawan (Brunei Airport) | Dữ liệu khí hậu của Bandar Seri Begawan (Brunei Airport) | Dữ liệu khí hậu của Bandar Seri Begawan (Brunei Airport) | Dữ liệu khí hậu của Bandar Seri Begawan (Brunei Airport) | Dữ liệu khí hậu của Bandar Seri Begawan (Brunei Airport) | Dữ liệu khí hậu của Bandar Seri Begawan (Brunei Airport) | Dữ liệu khí hậu của Bandar Seri Begawan (Brunei Airport) | Dữ liệu khí hậu của Bandar Seri Begawan (Brunei Airport) | Dữ liệu khí hậu của Bandar Seri Begawan (Brunei Airport) | Dữ liệu khí hậu của Bandar Seri Begawan (Brunei Airport) | Dữ liệu khí hậu của Bandar Seri Begawan (Brunei Airport) |
| Tháng | 1                                                        | 2                                                        | 3                                                        | 4                                                        | 5                                                        | 6                                                        | 7                                                        | 8                                                        | 9                                                        | 10                                                       | 11                                                       | 12                                                       | Năm                                                      |
| --- | -------------------------------------------------------- | -------------------------------------------------------- | -------------------------------------------------------- | -------------------------------------------------------- | -------------------------------------------------------- | -------------------------------------------------------- | -------------------------------------------------------- | -------------------------------------------------------- | -------------------------------------------------------- | -------------------------------------------------------- | -------------------------------------------------------- | -------------------------------------------------------- | -------------------------------------------------------- |
| Cao kỉ lục °C (°F)                                                                                        | 34.1 (93.4)                                              | 35.3 (95.5)                                              | 38.3 (100.9)                                             | 37.6 (99.7)                                              | 36.4 (97.5)                                              | 36.2 (97.2)                                              | 36.2 (97.2)                                              | 37.6 (99.7)                                              | 36.0 (96.8)                                              | 35.3 (95.5)                                              | 34.9 (94.8)                                              | 36.2 (97.2)                                              | 38.3 (100.9)                                             |
| Trung bình ngày tối đa °C (°F)                                                                            | 30.4 (86.7)                                              | 30.7 (87.3)                                              | 31.9 (89.4)                                              | 32.5 (90.5)                                              | 32.6 (90.7)                                              | 32.5 (90.5)                                              | 32.3 (90.1)                                              | 32.4 (90.3)                                              | 32.0 (89.6)                                              | 31.6 (88.9)                                              | 31.4 (88.5)                                              | 31.0 (87.8)                                              | 31.8 (89.2)                                              |
| Tối thiểu trung bình ngày °C (°F)                                                                         | 23.3 (73.9)                                              | 23.3 (73.9)                                              | 23.5 (74.3)                                              | 23.7 (74.7)                                              | 23.7 (74.7)                                              | 23.4 (74.1)                                              | 23.0 (73.4)                                              | 23.1 (73.6)                                              | 23.1 (73.6)                                              | 23.2 (73.8)                                              | 23.2 (73.8)                                              | 23.2 (73.8)                                              | 23.3 (73.9)                                              |
| Thấp kỉ lục °C (°F)                                                                                       | 18.4 (65.1)                                              | 18.9 (66.0)                                              | 19.4 (66.9)                                              | 20.5 (68.9)                                              | 20.3 (68.5)                                              | 19.2 (66.6)                                              | 19.1 (66.4)                                              | 19.4 (66.9)                                              | 19.6 (67.3)                                              | 20.5 (68.9)                                              | 18.8 (65.8)                                              | 19.5 (67.1)                                              | 18.4 (65.1)                                              |
| Lượng mưa trung bình mm (inches)                                                                          | 292.6 (11.52)                                            | 158.9 (6.26)                                             | 118.7 (4.67)                                             | 189.4 (7.46)                                             | 234.9 (9.25)                                             | 210.1 (8.27)                                             | 225.9 (8.89)                                             | 226.6 (8.92)                                             | 264.4 (10.41)                                            | 312.3 (12.30)                                            | 339.9 (13.38)                                            | 339.6 (13.37)                                            | 2.913,3 (114.70)                                         |
| Số ngày mưa trung bình                                                                                    | 16                                                       | 12                                                       | 11                                                       | 16                                                       | 18                                                       | 16                                                       | 16                                                       | 16                                                       | 19                                                       | 21                                                       | 23                                                       | 21                                                       | 205                                                      |
| Độ ẩm tương đối trung bình (%)                                                                            | 86                                                       | 85                                                       | 84                                                       | 84                                                       | 85                                                       | 84                                                       | 84                                                       | 83                                                       | 84                                                       | 85                                                       | 86                                                       | 86                                                       | 85                                                       |
| Số giờ nắng trung bình tháng                                                                              | 196                                                      | 191                                                      | 225                                                      | 239                                                      | 236                                                      | 210                                                      | 222                                                      | 218                                                      | 199                                                      | 206                                                      | 205                                                      | 211                                                      | 2.558                                                    |
| Nguồn 1: Tổ chức Khí tượng Thế giới, Deutscher Wetterdienst (extremes, 1971–2012 and humidity, 1972–1990) |                                                          |                                                          |                                                          |                                                          |                                                          |                                                          |                                                          |                                                          |                                                          |                                                          |                                                          |                                                          |                                                          |
| Nguồn 2: NOAA (sun, 1961–1990)                                                                            |                                                          |                                                          |                                                          |                                                          |                                                          |                                                          |                                                          |                                                          |                                                          |                                                          |                                                          |                                                          |                                                          |

## Nhân khẩu

### Dân tộc
Dân tộc tại Bandar Seri Begawan là Người Mã Lai, cùng với Người Hoa là nhóm thiểu số đáng kể nhất. Các nhóm dân tộc khác như Người Kedayan, Murut và Người Tutong cũng tồn tại. Họ được phân loại là một phần của các nhóm dân tộc Mã Lai và đã được trao các đặc quyền Bumiputera. Một số lượng lớn lao động nước ngoài cũng được sinh sống tại Brunei, với phần lớn là từ Malaysia, Thái Lan, Philippines, Indonesia (chủ yếu là Betawi, Batak, Ambon, Minahasa và Minangkabau) và Nam Á.

## Phương tiện

Trạm xe buýt chính nằm ở Jalan Cator.

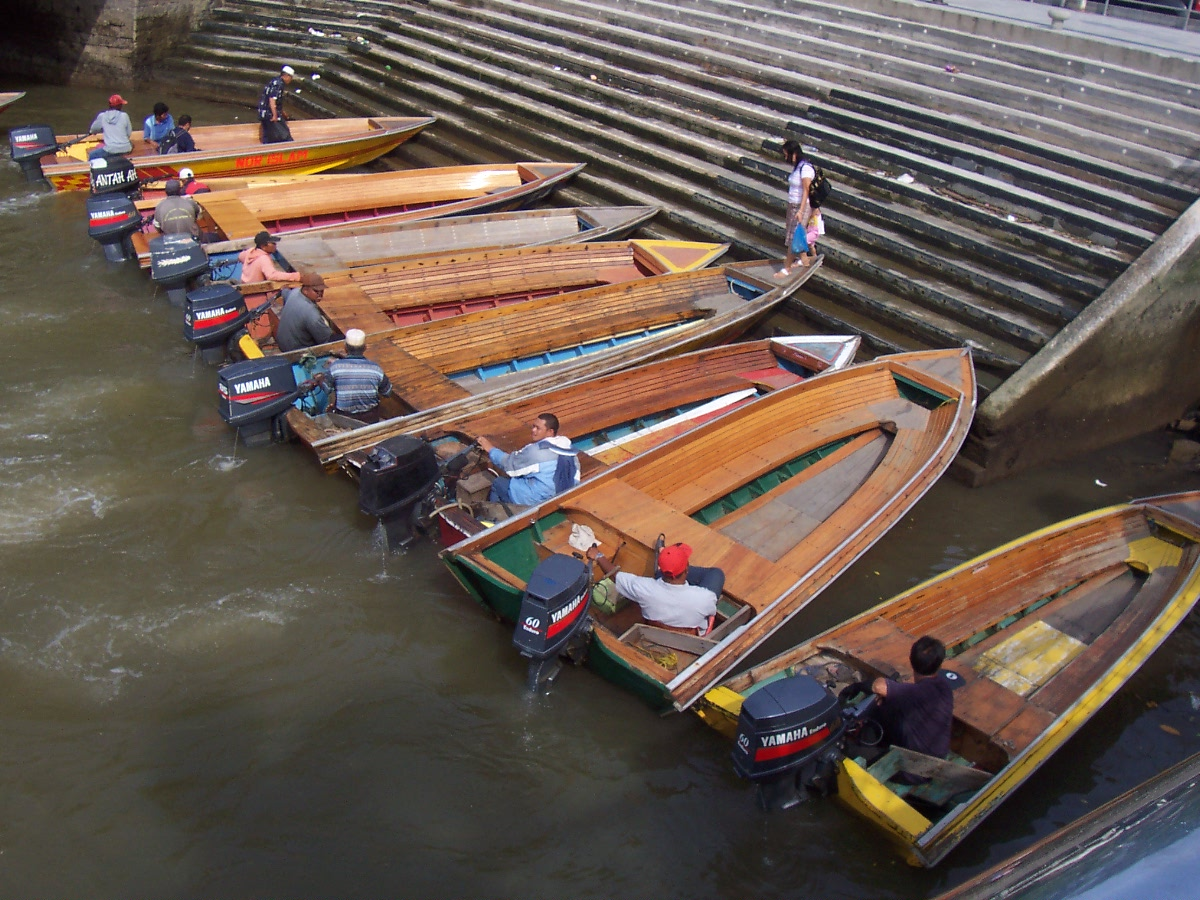
Taxi nước chờ hành khách gần Jalan MacArthur

Thủ đô được kết nối bằng Xe buýt của Bandar Seri Begawan với phần phía tây của đất nước bằng đường bộ. Để đến phần phía đông của Brunei (Huyện Temburong), cần phải đi qua Sarawak thuộc Malaysia, qua thị trấn Limbang được truy cập bởi Bến xe buýt Kuala Lurah. Để đến Bandar Seri Begawan từ phía tây, bạn có thể đi qua thị trấn Miri ở Sarawak qua Sungai Tujuh Bus terminal và sau đó đi dọc theo đường cao tốc ven biển.
Trạm xe buýt chính của thành phố nằm ở Jalan Cator bên dưới một bãi đậu xe nhiều tầng. Có sáu tuyến xe buýt phục vụ khu vực Bandar Seri Begawan; Đường trung tâm, Đường tròn, Đường phía Đông, Đường phía Nam, Đường phía Tây và Đường phía Bắc. Các chuyến xe hoạt động từ 6h30 sáng đến 18h00 chiều, ngoại trừ xe buýt số 1 và 20 hoạt động vào ban đêm. Tất cả các tuyến xe buýt bắt đầu và kết thúc hành trình tại bến xe buýt chính. Các chuyến xe buýt đến các thị trấn khác ở Brunei như Tutong, Seria và Kuala Belait cũng khởi hành từ bến xe buýt chính và Taxicab.
Sân bay Quốc tế Brunei phục vụ cả nước. Nó nằm cách trung tâm 11 km (6,8 mi) và có thể đến được trong 10 phút qua Đường cao tốc Sultan Hassanal Bolkiah. Royal Brunei Airlines, hãng hàng không quốc gia, có trụ sở chính tại RBA Plaza trong thành phố.

## Kinh tế
Thành phố sản xuất đồ nội thất, dệt, thủ công mỹ nghệ và gỗ.